# Tom Kaesler
Tom Kaesler, né le 1er mars 1995, à Adélaïde, est un coureur cycliste australien.

## Biographie
Tom Kaesler est originaire d'Adélaïde. Il pratique d'abord la natation avant de se mettre au cyclisme.
En 2013, il devient champion d'Australie et champion d'Océanie du contre-la-montre chez les juniors (moins de 19 ans). Il représente également son pays lors des championnats du monde de Florence, où il se classe treizième du contre-la-montre juniors. Deux ans plus tard, il termine troisième du championnat d'Océanie du contre-la-montre dans la catégorie espoirs (moins de 23 ans). 
En 2017, il intègre l'équipe continentale Drapac-Pat's Veg Holistic Development, réserve de la formation WorldTour Cannondale-Drapac.

## Palmarès sur route

### Par année
- 2013
  -  Champion d'Océanie du contre-la-montre juniors
  -  Champion d'Australie du contre-la-montre juniors
  - 1re étape de l'Adelaide Tour (contre-la-montre par équipes)
  - 3e de l'Adelaide Tour
- 2015
  -  Médaillé de bronze du championnat d'Océanie du contre-la-montre espoirs
- 2018
  - 2e étape du Tour of the Riverland

### Classements mondiaux
| Année                                 | 2015 | 2016 | 2017 | 2018  |
| ------------------------------------- | ---- | ---- | ---- | ----- |
| Classement mondial                    |      | nc   | nc   | 2474e |
| UCI Oceania Tour                      | 42e  | nc   | nc   | 87e   |
|                                       |      |      |      |       |
| Légende : nc = non classéSource : UCI |      |      |      |       |

## Palmarès sur piste

### Championnats d'Australie
- 2014
  - 2e de la poursuite par équipes